# Benet III Zacaries
Benet III Zacaries (Benedetto III Zaccaria) fou senyor de Focea, Quios i altres illes.
A la mort de Benet II Paleòleg el 1314, el van succeir els seus fills Martí Zaccaria i Benedetto III en comú. El 1319 van rebre la investidura imperial de Felip de Constantinoble. El feu comprenia a més de Quios, Tenedos, Samos, Marmora, Lesbos i els ports de Focea administrats com a governadors per una altra branca familiar.
Després del 1318 Martí Zaccaria va convidar son germà a retirar-se a canvi d'una pensió. Benedetto III va cridar l'emperador en ajut en no poder resistir la pressió del germà i l'emperador, descontent amb Martí, ho va aprofitar. L'emperador va declarar a Martí desposseït (1329) i va enviar una flota de 105 naus a Quios. Martí fou fet presoner i portat a Constantinoble i empresonat. Benedetto III fou nomenat prefecte imperial de Quios, on el 1330 va voler apoderar-se de l'illa, però va morir quan ja la dominava, sense descendència i els romans d'Orient la van recuperar sense problema. El 1334, els romans d'Orient es van presentar a Focea i li van arrabassar al darrer governador, Domenicco Cattaneo.